# Riverdale (Dakota Północna)
Riverdale – miasto w Stanach Zjednoczonych, w stanie Dakota Północna, w hrabstwie McLean, położone na wschód od zapory wodnej Garrison, na rzece Missouri, tworzącej jezioro Sakakawea.